# Paul Koch (football)
Pour les articles homonymes, voir Koch.
Paul Koch, né le 7 juin 1966 au Luxembourg, est un footballeur international luxembourgeois, qui évoluait au poste de gardien de but.

## Biographie

### Carrière de joueur
Avec les clubs de l'Avenir Beggen et du F91 Dudelange, Paul Koch dispute 8 matchs en Ligue des champions, 5 matchs en Coupe des coupes, et deux matchs en Coupe de l'UEFA,.

### Carrière internationale
Paul Koch compte 32 sélections avec l'équipe du Luxembourg entre 1990 et 1998,. 
Il est convoqué pour la première fois en équipe du Luxembourg par le sélectionneur national Paul Philipp, pour un match amical contre l'Islande le 28 mars 1990. Le match se solde par une défaite 2-1 des Luxembourgeois. 
Il reçoit sa dernière sélection le 18 novembre 1998 contre la Belgique, lors d'un match amical. Le match se solde par un match nul et vierge (0-0).
Il dispute  cinq matchs comptant pour les tours préliminaires du mondial 1994, et huit matchs comptant pour les tours préliminaires du mondial 1998.

## Palmarès
- Avec l'Avenir Beggen
  - Champion du Luxembourg en 1984, 1986, 1993 et 1994
  - Vainqueur de la Coupe du Luxembourg en 1984, 1987, 1992, 1993 et 1994

- Avec le CS Grevenmacher
  - Vainqueur de la Coupe du Luxembourg en 1995

- Avec le F91 Dudelange
  - Champion du Luxembourg en 2000, 2001 et 2002